# Leptochiton (djur)
Leptochiton är ett släkte av blötdjur som beskrevs av Gray 1847. Leptochiton ingår i familjen Leptochitonidae.

## Dottertaxa tillLeptochiton, i alfabetisk ordning[1][2]
- Leptochiton albemarlensis
- Leptochiton algesirensis
- Leptochiton alveolus
- Leptochiton americanus
- Leptochiton amsterdamensis
- Leptochiton andamanicus
- Leptochiton arcticus
- Leptochiton asellus
- Leptochiton assimilis
- Leptochiton ater
- Leptochiton badius
- Leptochiton batialis
- Leptochiton bedullii
- Leptochiton belknapi
- Leptochiton benthedi
- Leptochiton binghami
- Leptochiton boucheti
- Leptochiton cancellatus
- Leptochiton cancelloides
- Leptochiton chariessa
- Leptochiton cimicoides
- Leptochiton collusor
- Leptochiton columnarius
- Leptochiton compostellanum
- Leptochiton curvatus
- Leptochiton darioi
- Leptochiton deecresswellae
- Leptochiton deforgesi
- Leptochiton denhartogi
- Leptochiton diomedeae
- Leptochiton dispersus
- Leptochiton fairchildi
- Leptochiton finlayi
- Leptochiton foresti
- Leptochiton fuliginatus
- Leptochiton gascognensis
- Leptochiton geronensis
- Leptochiton gloriosus
- Leptochiton habei
- Leptochiton hakodatensis
- Leptochiton hirasei
- Leptochiton hiriensis
- Leptochiton incongruus
- Leptochiton inquinatus
- Leptochiton juvenis
- Leptochiton kaasi
- Leptochiton kerguelensis
- Leptochiton kurnilatus
- Leptochiton latidens
- Leptochiton leloupi
- Leptochiton lineatus
- Leptochiton liratellus
- Leptochiton liratus
- Leptochiton litoreus
- Leptochiton longispinus
- Leptochiton lukini
- Leptochiton matthewsianus
- Leptochiton medinae
- Leptochiton meiringae
- Leptochiton micropustulosus
- Leptochiton nexus
- Leptochiton niasicus
- Leptochiton nierstraszi
- Leptochiton odhneri
- Leptochiton okamurai
- Leptochiton otagoensis
- Leptochiton pepezamorai
- Leptochiton pergranatus
- Leptochiton permodestus
- Leptochiton perscitus
- Leptochiton philippinus
- Leptochiton pseudogloriosus
- Leptochiton rissoi
- Leptochiton rugatus
- Leptochiton saitoi
- Leptochiton sarsi
- Leptochiton scabridus
- Leptochiton seishinmaruae
- Leptochiton setigera
- Leptochiton sperandus
- Leptochiton surugensis
- Leptochiton sykesi
- Leptochiton tenuidontus
- Leptochiton tenuis
- Leptochiton thalattius
- Leptochiton thandari
- Leptochiton torishimensis
- Leptochiton troncosoi
- Leptochiton vanbellei
- Leptochiton vaubani
- Leptochiton vietnamensis
- Leptochiton vitjazae
- Leptochiton xanthus